# Bo Yibo
Bo Yibo (Shanxi, 17 de Fevereiro de 1908 — Pequim, 15 de Janeiro de 2007) foi um político chinês e um dos Oito Imortais do Partido Comunista Chinês.
Bo Yibo foi membro substituto e depois membro efectivo do Politburo do Partido Comunista Chinês, Vice-Primeiro-Ministro, presidente da Comissão Económica Estatal e vice-presidente da Comissão Consultiva Central do Partido Comunista Chinês.
Juntou-se ao Partido Comunista Chinês quando tinha 17 anos. Bo foi um dos revolucionários veteranos que foram purificados por Mao Zedong- apoiado pelo Bando dos Quatro, e que voltou ao poder depois da morte de Mao.
Bo era um dos membros do selecto grupo de poderosos veteranos que cercavam o último líder supremo, Deng Xiaoping, que era conhecido informalmente como os Oito Imortais, pela vasta influência  que controlava até sucumbirem gradualmente à doença e à morte, a maior parte durante a década de 1990.
De acordo com alguns cálculos Bo era o último imortal a – na frase de  Deng – “ir conhecer Marx”, mas sobrevive-lhe o nonagenário Wan Li, outro ex-vice-primeiro-ministro amplamente considerado como um dos oito.
Casualmente, o termo "Oito Imortais" veio do mito e lenda Chinesa. Eles eram adoradores do Taoismo, mas também eram um popular elemento na Cultura Secular Chinesa. É o equivalente a Os Três Mosqueteiros ou a Robin Hood, em relação aos eventos da moderna política Ocidental. 

## Carreira
Durante a Segunda Guerra Mundial, Bo formou "Esquadrão Suicida de Shanxi para a Libertação da China", o qual foi amplamente aclamado, não só como uma das mais corajosas secções do "Exército Vermelho Chinês" contra os invasores japoneses, mas também se tornou a força predominante na luta para derrotar o regime Kuomintang. Bo foi responsável pela incorporação do comandante militar Yen Hsi-shan no Exército Vermelho, que forneceu mais de 200 000 tropas. Como retorno, os comunistas em Shanxi sob a liderança de Bo, ajudaram  Yen a implementar muitas reformas que em grande medida aumentaram o apoio popular para o regime de Yan.
Durante a Guerra Civil, Bo trabalhou com Liu Shaoqi – o último perseguido e assassinado durante a "Grande Revolução Cultural do Proletariado" – nas secretas áreas "brancas" controladas pelos Nacionalistas. No final da guerra, foi nomeado primeiro secretário do Comité Central do Departamento do Norte da China (1949-1954).
Nos primeiros anos depois de 1949, Bo foi Ministro das Finanças, uma posição que perdeu em Dezembro de 1953 para o seu aliado político da época, Deng Xiaoping. A sua expulsão foi quando muito resultado de uma disputa faccional com Gao Gang e Rao Shushi, sobre políticas fiscais, consideradas insuficientemente pro-estado. 
Mais tarde, foi um dos veteranos resistentes às políticas económicas de Mao Zedong. Outros opositores ao Grande Salto em Frente e medidas económicas extremas semelhantes, foram Chen Yun, Li Xiannian, Li Fuchun e Yao Yilin. Bo serviu como vice-presidente (1952-1956) e mais tarde como presidente (1956-1959) da Comissão de Planeamento do Estado, uma posição na qual ele tomou uma posição de liderança na reparação dos danos causados pelas políticas económicas de Mao Tsé Tung seguidas durante o "Grande Salto em Frente".
Bo Yibo foi membro do Politburo do CCP desde o 8º Congresso Nacional do Partido até ao começo do GPCR, e novamente no início da era de Deng Xiaoping, de 1979 até ao 12º Congresso Nacional do Partido, em 1982 National Party Congress, quando a maior parte dos anciãos se retiraram.

## Revolução Cultural
Durante a  Revolução Cultural, Bo foi detido como preso político por Jiang Qing, mulher do presidente Mao, pelas suas actividades pro-democráticas e por advogar a liberdade de comércio com os países ocidentais. Foi mantido numa prisão com algumas das piores condições disponíveis, por 15 anos, tendo a sua esposa falecido durante essa época. Os seus filhos e filhas foram também aprisionados (Bo Xiyong, Bo Xilai e Bo Xicheng, com as idades de dezasseis, dezessete, e também dezassete anos respectivamente) ou enviados para alguns dos pobres locais da China (Bo Xining, com catorze anos).  Durante a Revolução Cultural, Bo foi exposto à luta em público 136 vezes, e interrogado 206 vezes. A forma de tortura mais comum pelos Guardas Vermelhos era lutar e interrogá-lo de manhã cedo, e despertá-lo ao amanhecer, e a forma de acordá-lo era agarrando-o pelos membros enquanto dormia, e lançando-o diretamente água fria na sua cama, em ordem a deixar-lhe a mente clara para aceitar a re-educação popular. Bo Yibo, de qualquer forma, não cedeu sob tais pressões, e na sua cela de 7 pés por 7 pés, desenvolveu os seus próprios exercícios para fortalecer o corpo e a mente e assim permanecer saudável. Chamava ao seu exercício o treino dos 7 passos. Esta experiência resultou numa atitude mista na direcção da reforma posterior. Enquanto apoiava firmemente a reforma económica, Bo era relutante em aceitar a reforma política.
A importante contribuição de Bo para a reforma "Reforma Económica Chinesa" foi principalmente no início da década de 1980, quando a reforma atravessava os seus iniciais tempos de dificuldades. Durante o debate para decidir se a economia de mercado livre devia ou não ser permitida, Bo ficou firmemente do lado dos reformadores.  Uma vez que a economia de mercado livre fosse permitida, os conservadores da linha-dura tentaram restringi-la limitando o número máximo de empregados que cada empresa privada poderia ter: não mais que oito de acordo com o ortodoxo Marxismo, porque nunca mais poderia haver exploração. O apoio de Bo Yibo às empresas privadas, na economia de mercado livre, foi instrumental na luta para vencer as tentativas de impedir a reforma de mercado por parte dos conservadores da linha-dura. O apoio às reformas económicas promovido por Bo veio de uma das suas viagens, quando visitou as instalações da Boeing, nos E.U.A., na década de 1980. Durante a sua visita, Bo descobriu que ficavam apenas dois aviões estacionados nas instalações, e por isso observou aos executivos da Boeing que se aqueles dois tinham partido, então não devia haver nada para deixar. Os executivos da disseram-lhe que era exactamente isso que eles queriam porque a sua produção era baseada nas ordens dos clientes e tudo o mais seria um gasto de dinheiro e outros recursos, tal como quando não podiam seguir as ordens dos clientes de acordo com o planos. Depois desta visita à Boeing, Bo tornou-se muito mais crítico à prática chinesa de planear a economia, perfeitamente apontando que os excessos de produção eram, de facto, um gasto de recursos, e defendendo que deveria ser planeada uma economia de mercado, no lugar do rígido estilo de planeamento soviético.
Apesar do seu apoio às reformas económicas, Bo não foi de forma alguma um reformador como Hu Yaobang, Zhao Ziyang, Wan Li ou Hu Qili nas reformas da esfera política: depois do 12º Congresso Nacional do Partido Comunista Chinês, em 1982, Bo foi rapidamente elevado à vice-presidência (equivalente à classificação do Politburo) do desdentado Comité Consultivo Central do CCP, mas ficou instrumental na remoção do poder, do secretário-geral do CCP Hu Yaobang. Voltou à posição de liderança quando encorajou uma tomada de posição no Protesto na Praça Tiananmem em 1989 e apoiou activamente a demissão de Zhao Ziyang. 
Bo morreu aos 98 anos de idade, num hospital de Pequim.

## Família
O seu filho Bo Xilai ficou conhecido como membro do "Crown Prince Party" e serviu correntemente o Ministério do Comércio da China, enquanto os seus restantes filhos obtiveram residência no estrangeiro, tal como a sua filha, que obteve a cidadania dos E.U.A. e reside naquele país. 
Um dos seus netos estuda política na Oxford University, no Reino Unido.